# Massimo Rossi (cestista)
Massimo Rossi (San Giovanni Valdarno, 19 gennaio 1963) è un ex cestista italiano.